# 新潟県立直江津高等学校
新潟県立直江津高等学校（にいがたけんりつ なおえつこうとうがっこう、英: Niigata Prefectural Naoetsu High School）は、かつて新潟県上越市西本町にあった県立高等学校。
新潟県立直江津中等教育学校の前身で、当校の校舎は中等教育学校の校舎に転用されている。

## 設置学科
- 普通科

## 沿革
- 1950年（昭和25年）4月1日 - 新潟県立直江津女子高等学校と新潟県立直江津実業高等学校を統合し新潟県立直江津高等学校となる[1]。
- 1965年（昭和40年）1月14日 - 木造モルタル2階建ての第四校舎（約1400m2）が全焼[2]
- 1982年（昭和57年）4月 - 定時制を閉課。
- 1997年（平成9年）11月 - 被服科閉科記念式典挙行。
- 2000年（平成12年）4月 - 生徒会主導により制服が撤廃。
- 2001年（平成13年）10月 - 商業科閉科・創立90周年記念式典挙行。
- 2007年（平成19年）4月1日 - 同校舎に「新潟県立直江津中等教育学校」が開校。
- 2010年（平成22年）4月1日 - 新潟県立直江津高等学校の生徒募集を停止。
- 2011年（平成23年）10月29日 - 創立100周年記念式典・閉校式挙行。
- 2012年（平成24年）3月31日 - この日をもって閉校。

## 年間行事
- 4月 - 入学式
- 5月 - 遠足・1学期中間考査
- 6月 - 体育祭
- 7月 - 1学期期末考査・球技大会
- 9月 - 音楽祭
- 10月 - 2年修学旅行・2学期中間考査
- 12月 - 2学期期末考査
- 1月 - 1年学校スキー
- 3月 - 学年末考査・卒業式

## 校歌
作詞：間宮緑陰、作曲：池内友次郎

## 著名な出身者
- 花ヶ前盛明 - 歴史学者
- 鍋島陽一 - 分子生物学者、老化学者、元国立精神・神経センター神経研究所遺伝子工学研究部長、元京都大学教授。
- 村山秀幸 - 政治家。元新潟県上越市長
- 汐澤安彦 - 指揮者、東京音楽大学名誉教授
- 五十嵐仁 - 法政大学名誉教授
- 大越昭夫 - ピジョン株式会社代表取締役兼取締役会議長
- 宮崎まさる - 漫画原作者（別名義に宮崎克、宮﨑克、写楽麿、観月昴など）
- 瀧川鯉橋 - 落語家
- 近藤明日香 - 元新潟放送リポーター
- 山下徳子 - ソプラノ声楽家

## アクセス
- JR東日本（信越本線）北越急行（ほくほく線）直江津駅 徒歩約20分

※バイク通学は通学距離4km以上の一部の生徒のみ。